# Landesbühne Schleswig-Holstein
Die Landesbühne Schleswig-Holstein war von 1949 bis 1974 eine Landesbühne bzw. ein Städtebundtheater zunächst der Städte Rendsburg und Neumünster sowie des Kreises Rendsburg, das 1974 in der Schleswig-Holsteinischen Landestheater und Sinfonieorchester GmbH aufging.

## Geschichte

### Vorläufer
Schon im Jahr 1900 hatte es in der Provinz Schleswig-Holstein auf Grund eines Erlasses des Oberpräsidenten Ernst von Köller Bestrebungen zu einem Städtebundtheater Schleswig-Rendsburg-Husum gegeben. Der Plan zerschlug sich an der Weigerung Schleswigs.
Schleswig gründete stattdessen 1912 ein eigenes „Nordmark-Verbandstheater“, das sich 1924 in „Nordmark-Landestheater“ umbenannte.
Bereits 1923 war „zum Zweck einer besseren Ausnutzung der vorhandenen Kunstinstitute“ eine „Schleswig-Holsteinische Landesbühne GmbH“ gegründet worden, der von Husum bis Ratzeburg zehn schleswig-holsteinische Städte als Gesellschafter angehörten, die aber nach nicht einmal zwei Jahren wieder liquidiert werden musste.
1945, nach Beendigung des Zweiten Weltkriegs, schlossen sich Hermann Wagner und Paul Jaenicke zusammen und begannen, im St. Pauli Theater, das um diese Zeit noch keine eigenen Vorstellungen gab, zu spielen. Von Hamburg aus waren sie auf der Suche nach neuen Spielmöglichkeiten. Über Neumünster kamen sie nach Rendsburg, wo das Theater beschlagnahmt war und von einem englischen Betreuungsoffizier verwaltet wurde. Unter dem Namen „Städtebundtheater“ gaben die beiden im Dezember 1945 ihre erste Vorstellung.
Nachdem die Engländer sich aus dem Haus zurückgezogen hatten, kam ein Vertrag mit der Stadt Rendsburg zustande. Aus dem Privatunternehmen wurde eine GmbH. Neumünster, der Kreis Rendsburg, die Stadt Rendsburg und Paul Jaenicke steuerten jeweils 20 000 Mark bei. Der Erfolg war außerordentlich – bis der Währungsschnitt dem Ganzen ein Ende setzte. So wurde dieses „Städtebundtheater“ 1949 wegen finanzieller Schwierigkeiten aufgelöst.
Noch im selben Jahr 1949 entstand die „Landesbühne Schleswig-Holstein“, wieder unter der Verantwortung Rendsburgs. Neumünster und der Kreis Rendsburg waren weitere Gesellschafter.

### Intendanten
Die „Landesbühne Schleswig-Holstein“ arbeitete 25 Jahre unter den Intendanten:
- Wulf Leisner (1949/50–1958/59),
- Joachim v. Groeling (1959/60–1962/63),[4]
- Hans-Walther Deppisch (1963/64–1969/70)[5] und
- Hans Thoenies (1970/71–1973/74).[6]

### Die Ära Wulf Leisner
Leisners Versuch, in Rendsburg eine Landesbühne ins Leben zu rufen, hatte Erfolg. Die Aufführungen fanden die Anerkennung des Publikums in Rendsburg und in den zunächst bespielten 12 Abstecherorten. Im Verlauf der ersten zehn Jahre wurde die Landesbühne zu einem festen Bestandteil im kulturellen Leben des Landes. Die bewusste Klassikerpflege führte zu 22 Klassikeraufführungen in zehn Jahren.
Leisner organisierte mehrere Uraufführungen. Besonders erfolgreich: „Die Gesellschaft der Gänseblümchen“ von Heinz Wunderlich sowie „Die hungrigen Götter“ von Hans Schubert.
Zehn eigene Stücke und Neubearbeitungen von Intendant Leisner selbst waren ebenfalls auf dem Programm. Davon konnte „Don Quijote“ auch in Schweden gefallen.
Aus den Programmblättern der ersten Spielzeit wurden in den darauffolgenden Jahren stattliche Monatshefte.
Eine erste Organisation von Besucherringen und Theaterfahrten gelang. Die Zahl der Besucher stieg von Jahr zu Jahr.

#### Spielzeit 1949/50
Mit einer Festaufführung von Goethes „Faust“ eröffnete die Landesbühne am 7. September 1949 ihre erste Spielzeit. Walter Erich Schäfers „Die Verschwörung“, Henrik Ibsens „Nora“ und die Uraufführung von Kollos reizendem Singspiel „Die hellgelben Handschuhe“ vervollständigten den Spielplan dieses Monats. Als erste Operetten-Inszenierung der Spielzeit gelangte Johann Strauß' klassische Operette „Wiener Blut“ zur Aufführung und erreichte innerhalb weniger Wochen eine Aufführungsziffer von 30 Vorstellungen. Zu starken künstlerischen Erfolgen wurden die Erstaufführungen von Shaws „Die heilige Johanna“ und Anouilhs „Medea“, während Günther Rutenborns problematisches Zeitstück „Im Zeichen des Jona“ Aufsehen und allgemeines Interesse erregte. Im Monat Januar 1950 erzielte eine Neuinszenierung von Kleists „Prinz von Homburg“ 25 Aufführungen. Die Besucherzahl der Landesbühne stieg von 5 928 Besuchern im Monat September auf 18 074 Besucher im Monat Dezember, während sich im Land-Besucherring der Landesbühne 12 000 feste Abonnenten zusammenschlossen. Mit einer stark beachteten Neuinszenierung von Shaws „Frau Warrens Gewerbe“ mit Erika Falkenhagen in der Titelrolle und Strindbergs „Scheiterhaufen“ beendete die Landesbühne ihre erste Spielzeit. 110 463 Zuschauer besuchten in diesen acht Monaten die Landesbühne. 42 978 Besucher aus den Landgemeinden wurden in dieser Zeit durch Autobusse zu den Aufführungen der Landesbühne herangeführt.

#### Spielzeit 1950/51
Im Vordergrund dieser Spielzeit standen drei Klassiker-Inszenierungen: Hebbels „Herodes und Mariamne“, Lessings „Minna von Barnhelm“ und Shakespeares „Hamlet“. Die klarlinige, formstrenge Interpretation dieser Inszenierungen fand weit über das Spielgebiet der Landesbühne hinaus stärkste Beachtung und prägte bereits den der Landesbühne eigenen Stil ihrer Klassiker-Inszenierungen. Lessings Lustspiel „Minna von Barnhelm“ erreicht innerhalb acht Wochen 45 Vorstellungen. Zeitgenössische Dramatiker, Shaw mit seiner liebenswürdigen Komödie „Pygmalion“, Tennessee Williams mit „Die Glasmenagerie“, Zuckmayer mit „Katharina Knie“ und Anouilh mit „Romeo und Jeanette“, ergänzten den Spielplan des Schauspiels. An der Spitze der Operetten-Aufführungen stand Johann Strauß' „Eine Nacht in Venedig“ mit 43 Aufführungen. Die Besucherzahl der Landesbühne stieg innerhalb weniger Monate um weitere 25 Prozent.

#### Spielzeit 1951/52
Eine allgemein stark beachtete Neuinszenierung von Schillers „Die Verschwörung des Fiesko zu Genua“ eröffnete die Spielzeit 1951/52. Grabbes „Scherz, Satire, Ironie und tiefere Bedeutung“ wurde in der Inszenierung und Bearbeitung Wulf Leisners zu einem sensationellen Erfolg. Die bisher so selten gespielte Satire Grabbes konnte achtmal vor ausverkauften Häusern gespielt werden. Wedekinds „Die Büchse der Pandora“ gelangte in einer gemeinsamen Bearbeitung Kadidja Wedekinds und Wulf Leisners zur Erstaufführung. Kadidja Wedekind war begeisterte Zuschauerin bei der Premiere, an die sich eine Serie von Aufführungen in allen Spielorten anschloss. Neuinszenierungen von Lessings „Clarissa“, Büchners „Leonce und Lena“ und Shaws „Cäsar und Cleopatra“ rundeten den Schauspiel-Spielplan dieser dritten Spielzeit ab, die der Landesbühne wiederum eine große Anzahl neuer Theaterfreunde erwarb.

#### Spielzeit 1952/53
Mit Schillers „Maria Stuart“, Kleists „Der zerbrochene Krug“ und Shakespeares „Was ihr wollt“ wurde der Versuch der Erneuerung einer zeitgemäßen Interpretation klassischer Werke mit starkem Erfolg bei Publikum und Presse fortgesetzt. Die zeitgenössische Dramatik stand mit Shaws „Der Kaiser von Amerika“, Frys „Ein Schlaf Gefangener“, Patricks „Das heiße Herz“ und Herberts „Wolken sind überall“ stark im Vordergrund. In der Operette erreichte Benatzkys Revue-Operette „Im weißen Rößl“ einen Aufführungsrekord von über fünfzig Vorstellungen.

#### Spielzeit 1953/54
Zum stärksten Eindruck dieser Spielzeit wird bei Presse und Publikum eine Neuinszenierung von Gerhart Hauptmanns Bauernkriegstragödie „Florian Geyer“ durch den Intendanten Wulf Leisner. Das anspruchsvolle Werk Gerhart Hauptmanns, das anlässlich einer Tagung aller Landesbühnen in Rendsburg seine festliche Premiere erlebte, fand bei den Teilnehmern der Tagung als überzeugender Beweis der künstlerischen Leistungsfähigkeit der Landesbühne einmütig stärkste Anerkennung. Die Reihe der bereits traditionellen Klassiker-Neuinszenierungen wurde mit Schillers „Don Carlos“ und Lessings „Emilia Galotti“ fortgesetzt. Auch in dieser Spielzeit nahm die zeitgenössische Dramatik mit Wilders „Unsere kleine Stadt“, Ustinovs „Die Liebe der vier Obersten“ und Frys „Ein Phoenix zuviel“ einen hervorragenden Platz ein. Molières reizende Komödie „Der eingebildete Kranke“ erreichte in einer neuen Übersetzung und Bearbeitung des Intendanten Wulf Leisner einen Aufführungsrekord von 28 Vorstellungen. In der Operette dominierten Jessels „Schwarzwaldmädel“ und Lehárs „Der Graf von Luxemburg“ mit begeistert aufgenommenen Neuinszenierungen des Oberspielleiters der Operette, Arthur Hell. Erstmals überstiegen in dieser Spielzeit die Besucherzahlen des Schauspiels die der Operette, – eine Tatsache, die die künstlerische Qualifikation des Schauspiels der Landesbühne eindeutig unter Beweis stellt.

#### Spielzeit 1954/55
In dieser Spielzeit fanden Patricks „Das kleine Teehaus“, Pagnols „Zum goldenen Anker“ und Hasenclevers „Napoleon greift ein“ die stärkste Resonanz bei Presse und Publikum. Die Spielzeit, die mit Schillers „Kabale und Liebe“ eröffnet wurde und mit einer Neuinszenierung von Shakespeares „Der Widerspenstigen Zähmung“ ihren Höhepunkt erreichte, brachte der Landesbühne einen neuen Besucherrekord. An der Spitze der Operetten-Aufführungen liegen Lehárs „Die lustige Witwe“ und „Der Zarewitsch“. Lessings „Minna von Barnhelm“ wurde erneut in den Spielplan aufgenommen.

#### Spielzeit 1955/56
Im Vordergrund dieser Spielzeit stand eine stark beachtete Neuinszenierung von Goethes „Faust I“ durch den Intendanten Wulf Leisner. Herbert Doberauer inszeniert die Uraufführung von Wunderlichs „Gesellschaft der Gänseblümchen“ und Gerhart Hauptmanns „Fuhrmann Henschel“. Beide Inszenierungen fanden starke Resonanz bei Presse und Publikum. Nashs „Der Regenmacher“, Galsworthys „Flucht“, Shaws „Helden“, Leisners „Don Quijote“ und Fodors „Die Abiturientin“ gestalteten den Spielplan dieser Spielzeit besonders interessant und abwechslungsreich. In der Operette dominierte Kollos liebenswürdiges Berliner Singspiel „Wie einst im Mai“ mit 32 Aufführungen.

#### Spielzeit 1956/57
Auch in dieser Spielzeit gelangte wiederum das Werk eines deutschsprachigen Autors mit Hans Schuberts „Die hungrigen Götter“ durch die Landesbühne zur Uraufführung. Wie im Vorjahre Wunderlichs „Gesellschaft der Gänseblümchen“ wurde auch Schuberts tragisches Revolutions-Schauspiel „Die hungrigen Götter“ nach der Uraufführung durch die Landesbühne von zahlreichen deutschen Bühnen in den Spielplan aufgenommen. Besonders starkes Interesse, das weit über das Spielgebiet der Landesbühne hinausreichte, fand eine Neugestaltung von Ibsens „Peer Gynt“ durch den Intendanten Wulf Leisner. Die Spielzeit, die an zeitgenössischen Autoren erstmals Peter Ustinov mit „Romanoff und Julia“ und Arthur Miller mit „Blick von der Brücke“ vorstellte, fand mit einer eindrucksvollen Neuinszenierung von Goethes „Egmont“ ihren Abschluss. Von den vier Operetten der Spielzeit gefiel besonders eine Neuinszenierung von Eyslers liebenswürdigem Singspiel „Die gold’ne Meisterin“.

#### Spielzeit 1957/58
Shakespeares „Ein Sommernachtstraum“ eröffnete die neunte Spielzeit der Landesbühne. Der begeistert aufgenommenen Neuinszenierung folgte Moretos klassische Komödie „Donna Diana“ und Grillparzers Lustspiel „Weh dem, der lügt!“. Wiederum nahm die zeitgenössische Dramatik mit Morris' „Die hölzerne Schüssel“, Priestleys „Die Zeit und die Conways“, Honolds „Geschwader Fledermaus“ und Sartres „Geschlossene Gesellschaft“ einen breiten Raum des Spielplanes ein. Im Fastnachtsmonat gelangte erstmals eine Neubearbeitung des Intendanten Wulf Leisner von Raeders volkstümlicher Posse „Robert und Bertram“ zur Aufführung und erreichte in wenigen Wochen Rekordbesucherzahlen. Im Operetten-Spielplan erschienen begeistert aufgenommene Neuinszenierungen von Kálmáns „Die Csárdásfürstin“ und Nedballs „Polenblut“. Die Besucherzahl der Landesbühne erreichte mit dem Abschluss dieser Spielzeit ihren bis dahin höchsten Stand.

#### Spielzeit 1958/59
In dieser Spielzeit gab es folgende Inszenierungen der Landesbühne Schleswig-Holstein:
- Schauspiel
  - Ahlsen: Philemon und Baucis
  - Ambesser: Das Abgründige in Herrn Gerstenberg
  - Brecht: Die Dreigroschenoper
  - Calderón: Der Richter von Zalamea
  - Feiler: Die sechste Frau
  - Lawler: Der Sommer der 17. Puppe[23]
  - Schiller: Wilhelm Tell
  - Tannert (Bearb.): Kyritz-Pyritz[24]
  - Wittlinger: Kennen Sie die Milchstraße?[25]
  - Zuckmayer: Der fröhliche Weinberg
- Märchen
  - Kaulla: König Drosselbart[26]
- Operette/Musical
  - Lehár: Das Land des Lächelns
  - Straus: Ein Walzertraum
  - Strauß: Der Zigeunerbaron
  - Zeller: Der Vogelhändler

### Die Ära Joachim v. Groeling
Aus Esslingen schrieb Joachim v. Groeling im April 1968 über seine Rendsburger Zeit:

„Mit ‚Sturm‘ von Shakespeare und auch sonst begann 1959 meine ‚Ära‘ als Intendant der Landesbühne Schleswig-Holstein und mit ‚Ingeborg‘ von Kurt Götz endete sie 1963. Dazwischen lagen vier reiche Jahre, an die ich gerne zurückdenke. Mit dem Elan des von mir nach Rendsburg engagierten jungen Kapellmeisters Hans-Joachim Marx, der mit dem Blitz seines ersten Gershwin-Konzertes seine Tätigkeit in Rendsburg begann und sofort aufhorchen ließ, sowie mit Hilfe meines alten Freundes Prof. Radamsky und seiner internationalen Sänger-Schülerschar wurde der musikalische Spielplan, der vordem nur Operetten führte, um Oper, Musical und Konzerte erweitert. Im Spielplan des Schauspiels bevorzugte ich eine gewisse poetische Richtung von der Klassik bis zur Moderne.
Diese Linie wurde ergänzt durch das neu eingerichtete ‚Studio‘, in dem Samuel Beckett (‚Warten auf Godot‘), Eugène Ionesco (‚Opfer der Pflicht‘, gespielt auf der Bühne als ‚Theater verkehrt‘, und ‚Die Stühle‘ als Schiffstheater im Bauch der Alve) sowie eine Fülle von grotesken oder besinnlichen Einaktern im Foyer zur Aufführung kamen. Die saubere und freundliche Stadt Rendsburg, die schöne Landschaft Schleswig-Holsteins, die mir ausgebombtem Dresdner nach dem Kriege Wahlheimat geworden ist, die vielen am Theater interessierten Menschen, unter denen ich Freunde gewann, und meine eigene Besessenheit, mit der ich meine erste Intendanz anging, – das alles verbindet mich heute noch stark mit Rendsburg und seiner Landesbühne. Ich glaube, daß es noch einige Menschen im Spielgebiet der Landesbühne Schleswig-Holstein gibt, die sich dieser Aufführungen erinnern, und ich hoffe, daß ich meinem Nachfolger ein Instrument hinterließ, auf dem er mit seiner Energie, nach seinem Geschmack und selbstverständlich mit Hilfe eigener Engagements gut musizieren kann. Nach den ‚Tönen‘, die sogar bis nach Süddeutschland dringen, musiziert er mächtig und erfolgreich. Ich wünsche ihm und unserer gemeinsamen geliebten Landesbühne Schleswig-Holstein auch in Zukunft volle Klänge – und volle Kassen.“

Die Gattung Oper wurde 1959/60 mit der „Entführung aus dem Serail“ von Mozart eingeführt. Das erste Musical hieß: „Kiss me, Kate“. Leitung: v. Groeling/Marx.
Die ersten Konzerte galten ebenfalls Cole Porter, ferner Gershwin und Beethoven mit Elly Ney.
Das Studio wurde im oberen und unteren Foyer, auf der Bühne und in der Alve erprobt und fester Bestandteil der Spielpläne.
Ein „Arbeitskreis Theater“ in der VHS wurde gegründet; viele Diskussionen und Vorträge, auch in Schulen, wurden durchgeführt.
Erstmals wurden Abonnements aufgelegt, die sich in den ersten Jahren von Jahr zu Jahr verdreifachten. Erstmals wurden Gastspiele in Hameln/Weser und auf Helgoland durchgeführt.
Für einen Teil des Schauspielensembles wurde 1963 als Vorstufe zur ganzjährigen Spielzeit eine Sommerspielzeit durchgeführt.

#### Spielzeit 1959/60
In dieser Spielzeit gab es folgende Inszenierungen der Landesbühne Schleswig-Holstein:
- Schauspiel
  - Brecht: Die Gewehre der Frau Carrar
  - Calderón: Dame Kobold
  - Frisch: Biedermann und die Brandstifter
  - Gogol: Der Revisor
  - Hausmann: Der Fischbecker Wandteppich
  - Hopwood: Der Mustergatte[27]
  - Pagnol: Die Tochter des Brunnenmachers
  - Shakespeare: Der Sturm
  - Sophokles / Jens: Antigone[28]
  - Zoff: Die Glocken von London
- Märchen
  - Gregan: Aladin und die Wunderlampe
- Oper
  - Mozart: Die Entführung aus dem Serail
- Operette/Musical
  - Abraham: Viktoria und ihr Husar
  - Jessel: Schwarzwaldmädel
  - Millöcker/Mackeben: Die Dubarry
  - Porter: Kiss me, Kate
  - Strauß: Die Fledermaus

#### Spielzeit 1960/61
In dieser Spielzeit gab es folgende Inszenierungen der Landesbühne Schleswig-Holstein:
- Schauspiel
  - Anouilh: Die Lerche
  - Faulkner: Requiem für eine Nonne
  - Ghéon: Weihnachten auf dem Marktplatz
  - Hayes: An einem Tag wie jeder andere
  - Ionesco: Opfer der Pflicht
  - Morucchio: Der schönste Tag[29]
  - Oelschlegel: Romeo und Julia in Berlin
  - Priestley: Schafft den Narren fort
  - Schiller: Wallenstein
  - Shakespeare: Der Kaufmann von Venedig
- Märchen
  - Richter: Dornröschen[30]
- Oper
  - Rossini: Der Barbier von Sevilla
- Operette/Musical
  - Benatzky: Im weißen Rössl
  - Kálmán: Gräfin Mariza
  - Lehár: Die lustige Witwe
  - Mors: Der Weiber Streik

#### Spielzeit 1961/62
In dieser Spielzeit gab es folgende Inszenierungen der Landesbühne Schleswig-Holstein:
- Schauspiel
  - Brecht: Mutter Courage und ihre Kinder
  - Defresne: Das unbewohnte Eiland[31]
  - Van Druten: Das Lied der Taube
  - Fabbri: Prozess Jesu
  - Ionesco: Die Stühle
  - Kleist: Prinz Friedrich von Homburg
  - Laufs/Jacobi: Pension Schöller
  - Lessing: Nathan der Weise
  - Sartre: Die schmutzigen Hände
  - Tschechow: Onkel Wanja
  - Zuckmayer: Der Hauptmann von Köpenick
- Märchen
  - Lindemann: Schneeweißchen und Rosenrot
- Oper
  - Mozart: Die Hochzeit des Figaro
- Operette/Musical
  - Lehár: Zigeunerliebe
  - Lincke: Frau Luna
  - Raymond: Maske in Blau
  - Schubert/Berté: Das Dreimäderlhaus
  - Strauß: Eine Nacht in Venedig

#### Spielzeit 1962/63
In dieser Spielzeit gab es folgende Inszenierungen der Landesbühne Schleswig-Holstein:
- Schauspiel
  - Camus: Der Belagerungszustand
  - Conners: The Patsy
  - Dürrenmatt: Die Physiker; Gespräche zwischen Furcht und Hoffnung
  - Goethe: Iphigenie auf Tauris
  - Goetz: Ingeborg
  - Hauptmann: Schluck und Jau
  - Jamiaque: Teufelsspur[32]
  - Mell: Das Apostelspiel
  - de Molina: Don Gil von den grünen Hosen
  - Schiller: Don Carlos
- Märchen
  - Gregan: Susannes Weihnachtstraum
- Oper
  - Haydn: Untreue lohnt nicht[33]
- Operette/Musical
  - Lehár: Paganini
  - Millöcker: Der Bettelstudent
  - Offenbach: Die lockere Odette[34]
  - Schröder: Hochzeitsnacht im Paradies
  - Strawinsky/Ramuz: Die Geschichte vom Soldaten
  - Wunderlich: Prairie Saloon

### Die Ära Hans-Walther Deppisch
Walther Deppisch schrieb in der Jubiläumsbroschüre „20 Jahre Landesbühne Schleswig-Holstein“:

„Als ich 1963 nach Rendsburg kam, brachte ich die dem Süddeutschen eigene Vorstellung vom ‚steifen Norden‘ mit. Heute weiß ich, wie unberechtigt dieses Vorurteil ist. Bereits in meinem ersten Rendsburger Jahr erlebte ich ein aufgeschlossenes, kontaktfreudiges und begeisterungsfähiges Publikum, das bereit war, auch neue, ihm vielleicht bisher ungewohnte Wege mitzugehen, und selbst dort, wo nicht alles im ersten Anlauf gelang, die gute Absicht und den ernsthaften Willen anerkannte.
Besonders dankbar war ich in den vergangenen fünf Jahren für die Freizügigkeit, die mir bei der Spielplangestaltung eingeräumt wurde. Nie war ich dem Druck von Parteien oder Konfessionen ausgesetzt; und mir scheint, als ob im binnenländischen Rendsburg noch etwas von dem weltweiten Geist der alten Hanse wirksam sei: eine Atmosphäre beispielhafter Toleranz.
Wenn man keinen Abstand zu seiner Arbeit hat, kann man nur schwer etwas über sie aussagen. Es gab in diesen fünf Jahren Erfolge und Fehlschläge, erfüllte und enttäuschte Hoffnungen. Eines aber ist bis zum heutigen Tage beständig geblieben: die Liebe zu meiner Arbeit, in der ich mich mit vielen meiner Mitarbeiter verbunden weiß. Daß dies unser Publikum immer spüren möge, ist mein aufrichtiger Wunsch. Ein alter, erfahrener Theatermann hat einmal zu mir gesagt: ‚Es kommt nicht darauf an, welches Theater man leitet, sondern wie man es leitet.‘ Ich habe versucht, diesen Ratschlag zu beherzigen.
20 Jahre Landesbühne Schleswig-Holstein … Gemessen an der vieljährigen Tradition mancher deutschen Bühne erscheinen diese zwei Jahrzehnte unbedeutend. Mögen sie ein Anfang sein … ad multos annos.“

1963/64: Die Sommerspielzeit wurde erweitert, so dass ein Großteil des Schauspielensembles ganzjährige Verträge erhalten konnte.
1964/65: Ausbau der Ballettgruppe. Erster Ballettabend mit „Peter und der Wolf“ von Prokofieff, Erweiterung des Opern-Spielplans auf zwei Werke in jeder Spielzeit. Drei Viertel des gesamten Personals erhalten Jahresverträge bei durchgehender Spielzeit. Einrichtung einer eigenen Theaterschlosserei. In Zusammenarbeit mit dem Sozialamt Neumünster wird dort zum ersten Mal ein Abonnement im Rahmen der Altenhilfe aufgelegt.
1965/66: Umwandlung des Studios in die Reihe „Theater der Gegenwart“ mit Diskussionen zwischen Regisseur, Bühnenbildner, Darstellern und dem Publikum im Anschluss an die Aufführungen, die Inszenierungen dieser Reihe werden jetzt auch teilweise in den Spielorten außerhalb Rendsburgs gezeigt. Eröffnung eines eigenen Jugendtheater-Programms für die 10- bis 15-Jährigen mit Benjamin Brittens „Wir machen eine Oper“. Ausbau des Abonnementssystems in Rendsburg: „Sonntagnachmittags-Abonnement“. Herausgabe einer kostenlosen, monatlich erscheinenden Informationsschrift: „Der Theaterbrief“. Einführung eines Programmheft-Abonnements.
1966/67: Ein neu abgeschlossener Muster-Arbeitsvertrag bindet die Orchestermitglieder in Zukunft für die gesamte Dauer einer Spielzeit an die Landesbühne. Erweiterung des Jugendtheater-Programms in engster Zusammenarbeit mit den Schulen unseres Spielgebiets. Erste Teilnahme der Landesbühne an der NORLA Rendsburg mit einem eigenen Informationsstand. Bildung neuer Theater-Arbeitskreise an den Volkshochschulen in Hademarschen, Meldorf, Neustadt sowie an der Heimvolkshochschule Rendsburg. Französische Wochen mit der Ausstellung „poesie & histoire“ und einer Inszenierung von Eugène Ionescos „Die Nashörner“, einer Matinee „montage poetique“ und eines Kammermusikabends mit Werken französischer Komponisten, Besuch einer Abordnung aus Vierzon.
1967/68: Jahrestagung der Barlach-Gesellschaft anlässlich der „Sündflut“-Inszenierung zur Spielzeiteröffnung. Ausbau des Abonnementssystems in Rendsburg: „Abonnement für junge Leute“. Ausschreibung eines Wettbewerbs: „Theaterstücke für die Jugend“. Das Jugendtheater – zum ersten Mal mit zusätzlich engagiertem Ensemble für „Robinson soll nicht sterben“ – wird im ganzen Spielbereich der Landesbühne durchgeführt. Ausstellung „Molière heute“ im Foyer des Rendsburger Stadttheaters. Jugendpartys im Foyer des Stadttheaters, Austausch-Gastspiel mit dem Stadttheater Klagenfurt.
In diesen fünf Spielzeiten konnte die Landesbühne ihren Spielbereich nach Niedersachsen (Verden, Göttingen), nach Nordrhein-Westfalen (Herford) und in die Randgebiete Hamburgs ausweiten, die Zahl der Spielorte stieg auf 31.
Seit 1963/64 wurden regelmäßig im Foyer des Stadttheaters Ausstellungen durchgeführt, die Leben und Werk der Autoren unserer Eröffnungspremieren dem Publikum näherbringen sollten (Hebbel, Shakespeare, Schiller, Brecht, Barlach). Die Sonderausstellung „poesie & histoire“ wurde auch in Neumünster, Itzehoe, Kiel und Hamburg gezeigt, die Molière-Dokumentation in der darauf folgenden Spielzeit auch in Ingolstadt, Baden-Baden, Osnabrück und Detmold.

#### Spielzeit 1963/64
In dieser Spielzeit gab es folgende Inszenierungen der Landesbühne Schleswig-Holstein:
- Schauspiel
  - Anouilh: Ball der Diebe
  - Camoletti: Boeing – Boeing
  - Cocteau: Die geliebte Stimme; Der schöne Teilnahmslose
  - Dorst: Große Schmährede an der Stadtmauer
  - Eliot: Der Privatsekretär
  - Hebbel: Judith
  - Ibsen: Die Wildente
  - Miller: Tod eines Handlungsreisenden
  - Molière: Der Geizige
  - Mostar/Wilde: Ein idealer Gatte
  - Sophokles/Jens: König Ödipus
  - Sternheim: Tabula rasa
  - Wilder: Die Heiratsvermittlerin[35]
- Märchen
  - Bungert: Der Froschkönig
- Oper
  - Donizetti: Don Pasquale
- Operette/Musical
  - Gilbert: Die keusche Susanne
  - Kálmán: Die Csárdásfürstin
  - Künneke: Glückliche Reise
  - Lehár: Der Graf von Luxemburg
  - Nick: Das kleine Hofkonzert

#### Spielzeit 1964/65
In dieser Spielzeit gab es folgende Inszenierungen der Landesbühne Schleswig-Holstein:
- Schauspiel
  - Brecht: Flüchtlingsgespräche
  - Camoletti: Die Perle Anna
  - Giraudoux: Der trojanische Krieg findet nicht statt
  - de Hartog: Das Himmelbett
  - Hildesheimer: Der Drachenthron
  - Hochwälder: Das heilige Experiment
  - Kaiser: Kolportage
  - Lorca: Bernarda Albas Haus
  - Mrożek: Die Polizei
  - O’Hara: Heiraten ist immer ein Risiko
  - Pagnol: Das große ABC
  - Shakespeare: Macbeth
  - Ustinov: Endspurt
  - Valentin: Im Schallplattenladen[36]
- Märchen
  - Gregan: Alef und die Zauberflöte
- Oper
  - Verdi: Rigoletto
- Operette/Musical
  - Abraham: Die Blume von Hawaii
  - Dostal: Die ungarische Hochzeit
  - Lehár: Der Zarewitsch
  - Offenbach: Die Insel Tulipatan
  - Suppé: Boccaccio; Die schöne Galathée
- Ballett (1. Abend)
  - Lully/Marx: Ballett-Suite
  - Gershwin: Cuban Ouverture
  - Prokofieff: Peter und der Wolf

#### Spielzeit 1965/66
In dieser Spielzeit gab es folgende Inszenierungen der Landesbühne Schleswig-Holstein:
- Schauspiel
  - Bagnold: Der Kreidegarten
  - Breffort: Irma la Douce
  - Frisch: Don Juan oder Die Liebe zur Geometrie
  - Grabbe: Scherz, Satire, Ironie und tiefere Bedeutung
  - Hasenclever: Ein besserer Herr
  - Hofmann: Der Bürgermeister
  - Ionesco: Die kahle Sängerin
  - Miller: Hexenjagd
  - Saint-Exupéry: Der kleine Prinz
  - Schiller: Kabale und Liebe
  - Thoma: Moral
  - Walser: Der Abstecher
  - Wouk: Meuterei auf der Caine
- Märchen
  - Gregan: Kitty und der Zuckerbäcker
- Oper
  - Britten: Wir machen eine Oper (Kinderoper)
  - Leoncavallo: Der Bajazzo
  - Mozart: Die Gärtnerin aus Liebe
  - Puccini: Gianni Schicchi
- Operette/Musical
  - Meisel: Königin einer Nacht
  - Raymond: Saison in Salzburg
  - Strauß: Die Fledermaus
  - Zeller: Der Vogelhändler

#### Spielzeit 1966/67
In dieser Spielzeit gab es folgende Inszenierungen der Landesbühne Schleswig-Holstein:
- Schauspiel
  - Audiberti: Quoat-Quoat
  - Beaumarchais: Der tolle Tag
  - Brecht: Der gute Mensch von Sezuan
  - Dürrenmatt: Der Besuch der alten Dame
  - Genet: Die Zofen
  - Gogol: Die Brautfahrt zu Petersburg
  - Groß/Goldsmith: Liebe macht erfinderisch (Uraufführung)
  - Haecker: Dreht euch nicht um
  - Ioneco: Die Nashörner
  - Kleist: Der zerbrochne Krug
  - Marcus: Schwester George muss sterben[37]
  - O’Neill: Fast ein Poet
  - Patrick: Eine etwas sonderbare Dame
  - Penzoldt: Squirrel
  - Rose/Budjuhn: Die zwölf Geschworenen
- Märchen
  - Grimm/Fitz: Hänsel und Gretel
- Oper
  - Mozart: Così fan tutte
  - Puccini: Tosca
- Operette/Musical
  - Dostal: Clivia
  - Fall: Madame Pompadour
  - Kálmán: Gräfin Mariza
  - Lehár: Das Land des Lächelns
- Ballett (2. Abend)
  - Mozart: Le Petits Riens
  - Bayer/Debussy: Ballett aus Images und Suite bergamasque
  - Debussy: La Chambre
  - Auric: Die Puppenfee

#### Spielzeit 1967/68
In dieser Spielzeit gab es folgende Inszenierungen der Landesbühne Schleswig-Holstein:
- Schauspiel
  - Albee: Die Zoogeschichte
  - Anouilh: Das Orchester
  - Barlach: Die Sündflut
  - Brecht: Furcht und Elend des Dritten Reiches (Szenen)
  - Camus: Caligula
  - Chase: Mein Freund Harvey
  - Forster: Robinson soll nicht sterben
  - Giraudoux: Der Apollo von Bellac
  - Hauptmann: Die Ratten
  - Jonson: Volpone
  - Lenz: Zeit der Schuldlosen
  - Lessing: Minna von Barnhelm
  - Molière: George Dandin
  - Mortimer: Das Pflichtmandat
  - Sternheim: Die Hose
  - Wunderlich: Wonderful Chicago
  - Ziem: Nachrichten aus der Provinz (Szenen)
- Märchen
  - Rossbacher: Die wunderbare Spieluhr
- Oper
  - Bizet: Carmen
  - Verdi: La Traviata
- Operette/Musical
  - Abraham: Viktoria und ihr Husar
  - Millöcker/Friedrich: Diana
  - Nedbal: Polenblut
  - Strauß: Der Zigeunerbaron

#### Spielzeit 1968/69
Nähere Angaben fehlen; es wurden aber aufgeführt:
- Schauspiel
  - Ustinov: Halb auf dem Baum
- Oper
  - Verdi: Der Troubadour
- Operette
  - Strauß: Wiener Blut

#### Spielzeit 1969/70
Nähere Angaben fehlen; es wurde aber aufgeführt:
- Schauspiel
  - Sternheim: Aus dem bürgerlichen Heldenleben 1913

### Die Ära Hans Thoenies
Hans Thoenies war in den Spielzeiten von 1970/71 bis 1973/74 Intendant der Landesbühne Schleswig-Holstein.
Der Rheinländer, seit 1955 Schauspieler und Regisseur, kam über die Landesbühne Schleswig-Holstein und das Theater Memmingen 1979 in die Hansestadt Lübeck. Bei seiner Verabschiedung hoben die Redner hervor, ein „Hans im Glück“ sei er hier gewesen und seine Zeit ohne Skandale verlaufen.
Der Intendant, Schauspieler und Regisseur war 1991 bis 2008 Intendant und Geschäftsführer des Theaters Wolfsburg, seit 2008 Ehrenintendant; 1992 bis 1998 Präsident, seither Ehrenmitglied der INTHEGA, Interessengemeinschaft der Städte mit Theatergastspielen. Zahlreiche Inszenierungen in allen Kunstgattungen an verschiedenen Theatern. Autor von Kinderstücken; Übersetzer.

„17 Jahre lang stand die Leistung von Hans Thoenies dafür, dass sich mit dem Wolfsburger Theater eine kontinuierliche Erfolgsgeschichte verbindet. Von welchem Theater unseres Landes lässt sich das in gleicher Weise sagen?“

Porträt und Werke von Hans Thoenies finden sich auf der Website der VVB (Vertriebsstelle und Verlag Deutscher Bühnenschriftsteller und Bühnenkomponisten). Thoenies verstarb am 18. September 2019 in einem Heim in Wolfsburg, kurz vor seinem 87. Geburtstag.

#### Spielzeit 1970/71
Angaben zu den Inszenierungen fehlen.

#### Spielzeit 1971/72
Angaben zu den Inszenierungen fehlen.

#### Spielzeit 1972/73
Angaben zu den Inszenierungen fehlen.

#### Spielzeit 1973/74
Nähere Angaben fehlen; es wurden aber aufgeführt:
- Schauspiel
  - Hochhuth: Die Hebamme
  - von Horvath: Kasimir und Karoline

### Ende und Übergang
Anfang der 1970er Jahre erreichten die zu zahlenden Subventionen eine Höhe, welche die Stadt Rendsburg nicht mehr tragen konnte. Am 3. Juni 1974 wurde daraufhin der Vertrag geschlossen, der den Grundstein für die heutige Schleswig-Holsteinische Landestheater und Sinfonieorchester GmbH legte, verbunden mit dem Nordmark-Sinfonie-Orchester. Gesellschafter waren insgesamt 20 Städte und Kreise. Standorte waren und sind noch immer Flensburg, Schleswig und Rendsburg. Das Musiktheater einschließlich des Orchesters hatte seinen Sitz in Flensburg, das Schauspiel wurde Schleswig und Rendsburg zugeteilt, die Verwaltungszentrale befand sich in Schleswig. Generalintendant und allein zeichnungsberechtigter Geschäftsführer wurde Horst Mesalla.